# XY (serie de televisión)
XY. La revista es una serie de televisión mexicana producida por Bravo films para Once TV México. La serie es una idea original sobre el mundo del hombre mexicano contemporáneo, siendo la primera serie de ficción que produce el canal. Bajo la dirección de Emilio Maillé, producida por Patricia Arriaga y  Perla Martínez y guion original de Anaí López, Larissa Andrade, Rodrigo Ordóñez, Javier Peñalosa, Alonso Ruizpalacios y Alan Page. 
La primera temporada consta de 12 episodios y se emitió desde el 9 de septiembre de 2009 hasta 25 de noviembre de ese mismo año. La segunda temporada comenzó el 27 de octubre de 2010 y finalizó el 12 de enero de 2011 y consta también de 12 episodios. A mediados de 2012 se anunció que, debido a falta de presupuesto, la serie finalizaría con una tercera temporada que consta de 7 episodios y que empezó a emitirse desde el 15 de febrero de 2012 hasta el 28 de marzo de 2012.
La serie narra la vida de cinco hombres que trabajan juntos en una revista para hombres donde deben lidiar con rivalidades, problemas económicos y cambios en su vida.

## Sinopsis
En la primera temporada, la serie transcurre en la redacción de una casa editorial donde se narran las intrigas que viven un grupo de hombres y mujeres por hacer de XY, la revista más leída y mejor publicitada. XY está perdiendo anunciantes y para corregir el rumbo, han traído a un nuevo equipo editorial. Es por eso que Regina Mendoza, presidente del grupo editorial, nombra a Artemio Miranda director general de la revista. De carácter vocacional a su profesión, reordenará la revista para darle mayor calidad al medio.
Durante la segunda temporada hay una nueva etapa en XY, la revista ha dado el salto inevitable a los medios electrónicos, con nuevas alianzas y nuevas posiciones. Y, para colmo, llega a la revista Roberto Lanzagorta, un empresario agresivo y líder carismático, quien ahora es el nuevo jefe de Artemio y su equipo. Con Lanzagorta, nuevos integrantes se unen a la redacción de XY. Por supuesto que Artemio no está a gusto con ello, además de que no tarda en darse cuenta de que Lanzagorta sirve a propósitos más complejos.
Artemio decide, por fidelidad a su equipo y al proyecto, permanecer al frente de XY, lo cual necesariamente lo lleva a una confrontación directa con su padre y los negocios turbios que éste tiene detrás. Como si esto fuera poco, su matrimonio se resquebraja, mientras que su más grande vocación, el periodismo, le planteará situaciones que nunca imaginó.
A Luis Quitaño, director comercial de la revista, parece que la suerte le sonríe. Sin embargo, pronto descubrirá que, para adueñarse de lo que quiere, las cosas le serán mucho más difíciles de lo que pensaba. Diego Rodríguez, el más joven del equipo, está a punto de enfrentarse a duros retos y tendrá que echar mano de todo su valor. También deberá preguntarse si tiene o no el valor de terminar de escribir su novela: el quehacer más importante de su vida.
Por otro lado, Tony Hernández, gerente de ventas, que ambiciona el puesto de director general pero ahora su máxima preocupación es su relación con Paulina Ketz, la fotográfa de la revista; lo malo es que en el terreno del amor, dar un paso en falso a veces nos lleva a perderlo todo. Y, encima, pesa sobre él la experiencia de no haber sabido –o querido– conservar a una pareja. Mientras trata de descubrirlo, tendrá que lidiar con una hija cuyo carácter parece ser más enrevesado que el del propio Tony, lo que ya es mucho decir. Por último, Adrián Campos, periodista de la revista, que decide separarse de su esposa para aceptar su orientación sexual, deberá enfrentarse al qué dirán de la sociedad para poder ser él mismo. Además, al estar especializado en periodismo de investigación, destapará escándalos en los que puede arriesgar su vida.

## Personajes

### Principales
- Juan Carlos Barreto como Artemio Miranda, director general de la revista. De carácter profesional, su vocación y prioridad en la vida es su trabajo, el periodismo. Esta prioridad le llevará a tener problemas conyugales con Susana, su mujer. Se enfrentará a una trama de corrupción política en la que su vida peligrará.
- Javier Díaz Dueñas como Luis Quitaño, responsable de contenidos. Se divorcia de Raquel, su esposa con la que lleva 25 años casado para poder iniciar una relación con una mujer 20 años más joven que él. Debido a su edad tiene un carácter inseguro.
- Eduardo Arroyuelo/José María Torre como Tony Hernández, gerente de ventas, su mayor deseo es ser el director general de la revista y hará todo lo posible para poder serlo. Ambicioso, mujeriego y machista, le cuesta mantener una relación estable con una mujer. Tiene una hija adolescente, Larissa.
- Mauricio Isaac/Américo del Río como Diego Rodríguez, periodista recién incorporado a la revista y hombre de confianza de Artemio, por su juventud es menospreciado por algunos miembros de la revista. Ganó un premio de literatura muy joven e intenta ser escritor, que es su sueño.
- Claudio Lafarga como Adrián Campos, periodista de la revista, su especialidad es el periodismo de investigación. Reservado y tímido, lleva muchos años rechazando su propia naturaleza. Cuando inicia una relación sentimental con Julián, decide aceptarse a sí mismo y divorciarse.
- Sophie Alexander como Paulina Ketz, fotográfa de la revista XY. Independiente y muy segura de sí misma, vivirá un romance primero con Diego y después con Tony. Le ofrecen una beca para poder estudiar en París y esto le hace replantearse su presente.

### Secundarios
- Alberto Zeni como Roberto Lanzagorta, nuevo jefe de Artemio Miranda y su equipo. Considerado un ejecutivo agresivo, desea renovar la revista y enforcarla a las nuevas tecnologías. Tiene varios enfrentamientos ideológicos con Artemio.
- Miguel Couturier como Pedro Linares, columnista de la revista. El miembro con más edad y veterano de la revista. Escritor de reconocido prestigio, padece depresión y se niega a recibir tratamiento médico.
- Luis Gerardo Méndez como Julián Reverte, diseñador gráfico de XY. Es abiertamente homosexual y esto le ha llevado a algún enfrentamiento con Tony. Tiene una relación sentimental con Adrián.
- Silvia Carusillo  como Susana Domínguez, mujer de Artemio Miranda, entregada a su familia, vive en un matrimonio donde no es feliz. Inicia un tormentoso amantazgo con un vecino.
- Mara Cuevas como Regina Espinosa, presidente del grupo editorial al que pertenece XY. Ha tenido que lidiar con muchos hombres para poder demostrar que es digna de su puesto. Nombra a Artemio director general de XY.
- Marisa Rubio como Eli, recepcionista del edificio donde se encuentra la revista. Tiene fama de ser una mujer chismosa. Es muy leal a Artemio y es la confidente de Adrián y Diego.
- Luis Romano/Shalim Ortiz como Pepe García Roble, socio de Roberto Lanzagorta. Ambicioso, hará todo lo posible para poder ser él el jefe y no Lanzagorta.
- Bárbara Lombardo como Belinda, webmaster de la página web de XY. Una chica argentina que llega con el nombramiento de Roberto Lanzagorta. Se encarga, junto con Enriqueta, de la plataforma de las nuevas tecnologías de la revista. Tiene algún conflicto con Diego.
- Fernando Becerril como Don Artemio Miranda, patriarca de la familia Miranda y padre de Artemio, director de la revista. Tiene negocios de discutible legalidad. No se habla con su hijo.
- Alejandra Ambrosi como Marisol Ibáñez, novia de Luis Quitaño, 20 años más joven que él. Sagaz y manipuladora, ama a Luis pero, ante todo, desea ser madre.
- Oswaldo Zárate como Raúl, ingeniero informático que trabaja para la revista. Le apodan "el Inge". Suele hacer comentarios en los momentos más inoportunos.
- Ilse Salas como Enriqueta, community manager de la revista. Llega a la revista gracias a Lanzagorta. Se toma muy en serio su trabajo.
- Berenice Trujillo como Tita, secretaria del director general. Una chica vivaracha y competente en su labor
- Alejandro Ávila como Fernando Arístides, periodista que pertenece a otra revista del grupo editorial y que acude a XY para documentarse por un reportaje.
- Gabriela Roel como Marisa, madre de Diego, fue abandonada por el padre de Diego cuando estaba embarazada.
- Alejandro Felipe Flores como Tomás "Grillo" Miranda, hijo mayor de Artemio y Susana.
- Paulina Gaitán/Tatiana Martínez como Larissa, hija adolescente de Tony.

### Otros personajes
- Claudette Maillé como Débora.
- Carlos Torrestorija como Alejandro Cordero.
- Hernán del Riego como Víctor Nieto.
- Luis Cárdenas como Abel Salim.
- Marcela Espeso como María de la Cruz Salim.
- Ariane Pellicer como Raquel.
- Paulina Treviño como Laura.
- Héctor Kotsifakis como Miguel.
- Luis Arrieta como Tavo.
- Esteban Soberanes como Carlos Lima.
- Fabián Peña como Armando Villarreal.
- Alexander Holtmann como Secretario Privado.
- Mariana Giménez como Terapeuta.
- Paty Garza como Sofía.
- Marisol Centeno como Luisa.
- José Stefani como David Levy.
- Pedro Mira como Médico.
- Mario Zaragoza como Torcuato Fernández.
- Salvador Amaya como Andrés.
- Alfredo Herrera como Entrevistado.
- Enoc Leaño como Óscar Nieves.
- René Campero como Bruno.
- Eduardo Carvajal como Tipo del antro.
- Evangelina Martínez como Rosa.
- Dino García como Gualberto Encino.
- Alfonso Dosal como Alfonso.
- Irineo Álvarez como Napoleón.
- Nuria Rubio como Rebeca.
- Lissette Cuevas como Rocío.
- Irela DeVillers como María Luisa.
- Jorge Eduardo García como Mauricio.
- Alejandro Flores como Tomás.
- Maricruz Beyer como Lucía.
- Julian Sedgwick como William.
- Luis Ojeda como Mensajero.

## Episodios
- Anexo:Episodios de XY

La primera y segunda temporadas constan de 12 episodios de 50 minutos de duración cada uno. Mientras que la tercera y última temporada consta de 7 episodios de 50 minutos.

## Premios y nominaciones
- Festival de Televisión de Montecarlo

| Año                           | Categoría                                | Nominado  | Resultado |
| ----------------------------- | ---------------------------------------- | --------- | --------- |
| Mejor Actor - Serie de Drama  | Juan Carlos Barreto                      | Nominado  |           |
| Mejor Actor - Serie de Drama  | Claudio Lafarga                          | Nominado  |           |
| Mejor Actriz - Serie de Drama | Sophie Alexander                         | Nominada  |           |
| Mejor Actriz - Serie de Drama | Alejandra Ambrosi                        | Nominada  |           |
| Mejor Productor               | Patricia Arriaga Jordán - Perla Martínez | Nominadas |           |